# Meganephria albithorax
Meganephria albithorax är en fjärilsart som beskrevs av Max Wilhelm Karl Draudt 1950. Meganephria albithorax ingår i släktet Meganephria och familjen nattflyn. Inga underarter finns listade i Catalogue of Life.